# United-Air-Lines-Flug 859
Auf dem United-Air-Lines-Flug 859 (Flugnummer UA859) verunglückte am 11. Juli 1961 eine Douglas DC-8-12 der United Air Lines bei der Landung auf dem Stapleton International Airport in Denver, Colorado, USA. Bei dem Unfall kamen 17 Insassen an Bord der Maschine ums Leben, außerdem starb ein Mensch am Boden.

## Flugzeug
Bei der verunglückten Maschine handelte es sich um eine Douglas DC-8-12, die zum Zeitpunkt des Unfalls dreieinhalb Monate alt war. Das Roll-Out der Maschine erfolgte am 23. März 1961, die DC-8 trug die Werknummer 45307 und es handelte sich um die 146. Maschine dieses Typs aus laufender Produktion. Die Erstauslieferung an die United Airlines folgte am 16. Juni 1961, die Maschine wurde dort mit dem Luftfahrzeugkennzeichen N8040U und der Flottennummer 2240 in Betrieb genommen. Das vierstrahlige Langstrecken-Schmalrumpfflugzeug war mit vier Turbojettriebwerken des Typs Pratt & Whitney JT3C-6 ausgerüstet. Bis zum Zeitpunkt des Unfalls hatte die Maschine eine Gesamtbetriebsleistung von 124 Betriebsstunden absolviert.

## Passagiere und Besatzung
Den Flug vom Eppley Airfield in Omaha, Nebraska, zum Stapleton International Airport hatten 115 Passagiere angetreten. An Bord der Maschine befanden sich zudem sieben Besatzungsmitglieder. Die Cockpitbesatzung der Maschine war dreiköpfig:
- Der Flugkapitän John Grosso flog seit dem 5. November 1940 für die United Air Lines. Am 16. Februar 1945 wurde er zum Flugkapitän befördert. Grosso verfügte über 17.631 Stunden Flugerfahrung, davon hatte er 168 Stunden in der Douglas DC-8 absolviert.
- Der Erste Offizier Arthur F. Putz hatte sein Arbeitsverhältnis mit der United Air Lines am 18. August 1948 begonnen und war zunächst als Flugingenieur tätig. Am 11. Januar 1951 qualifizierte er sich für die Position des Ersten Offiziers, am 25. September 1959 für die Position des Flugkapitäns. Putz verfügte über 9.839 Stunden Flugerfahrung, davon hatte er 120 mit der Douglas DC-8 absolviert.
- Der Flugingenieur James M. Beatie war am 11. September 1946 durch die United Air Lines als Mechaniker in Ausbildung eingestellt worden. Am 24. Juli 1950 qualifizierte er sich zum Mechaniker im Linienflugbetrieb, am 25. Januar 1951 wurde er zum Flugingenieur ernannt. Er verfügte über 8.416 Stunden Flugerfahrung, davon hatte er etwa 215 Stunden im Cockpit der Douglas DC-8 absolviert.

Darüber hinaus befanden sich vier Flugbegleiterinnen an Bord.

## Unfallhergang

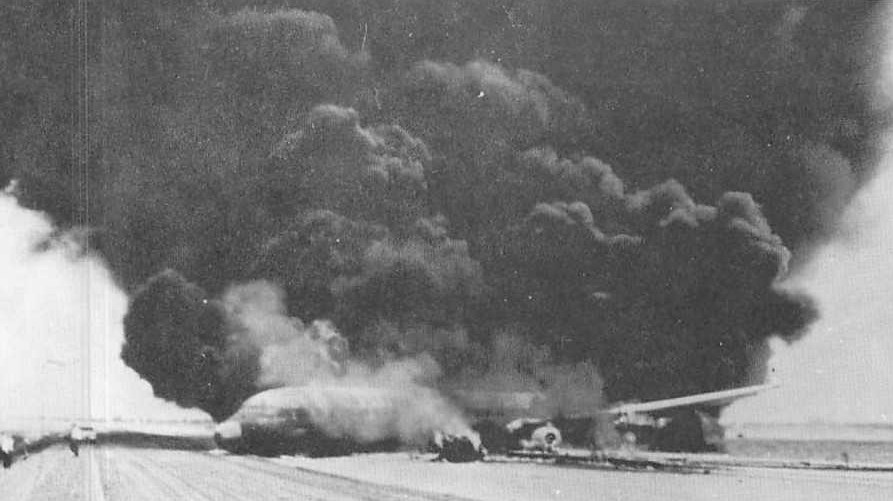
Die brennende Maschine

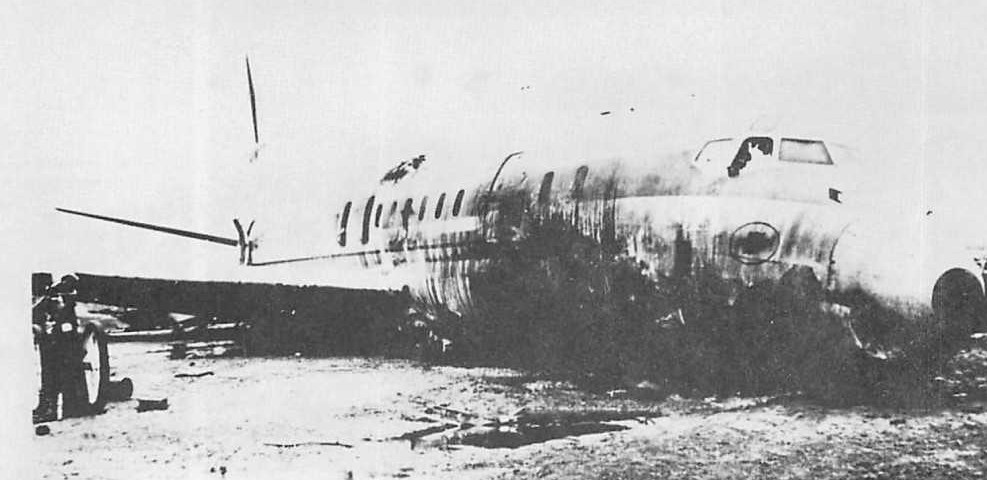
Das Wrack nach dem Brand

In der Maschine war es auf dem Flug von Omaha zu einem Hydraulikausfall gekommen. Der Vorfall wurde von der Besatzung nicht als schwerwiegend angesehen. Die Piloten befolgten die Checklisten für Hydraulikfehler und bereiteten sich auf eine routinemäßige Landung vor. Die Maschine setzte zunächst normal auf, aber als die Schubhebel der Triebwerke in den Umkehrschub gefahren wurden, ließen sich die Umkehrklappen für die Triebwerke auf der Backbordseite nicht richtig ausfahren. Dieser Umstand führte dazu, dass die Motoren auf der linken Seite weiterhin Vorwärtsschub erzeugten, während die Motoren auf der rechten Seite Rückwärtsschub erzeugten. Die Maschine begann infolge des asymmetrischen Schubes sofort nach rechts zu drehen. Dabei platzten alle Reifen des rechten Hauptfahrwerks, woraufhin die Maschine von der Landebahn abkam und auf eine noch im Bau befindliche Rollbahn geriet. Das Bugfahrwerk brach zusammen und das Flugzeug prallte gegen mehrere Flughafenfahrzeuge und Baumaschinen. Dabei riss ein Kraftstofftank in der rechten Tragfläche auf. Ein Brand brach aus und es wurde eine unverzügliche Evakuierung der Maschine eingeleitet.

## Opfer und Überlebende
Der Unfall forderte 18 Todesopfer – 16 Passagiere waren einer Kohlenmonoxidvergiftung erlegen, eine ältere Dame, die sich bei der Evakuierung beide Knöchel gebrochen hatte, starb an einem Schock. Bei der Brandbekämpfung wurde außerdem ein Feuerwehrmann der Flughafenfeuerwehr getötet. Von den 105 Überlebenden wurden 84 Personen verletzt.
Als beitragender Faktor zum Unfall wurde das Versäumnis des Ersten Offiziers angegeben, die Kontrollleuchten der Schubumkehr beim Betätigen derselben zu überwachen.

## Unfalluntersuchung
Nach dem Unfall übernahm das Civil Aeronautics Board die Untersuchungen zur Unfallursache. Bei der Unfalluntersuchung wurde festgestellt, dass die Brandbekämpfung und Rettung der Personen in Bezug auf Organisation, Ausrüstung und Personal trotz vorheriger Beanstandungen schwerste Mängel aufwies. Die Brandbekämpfung und Rettung der Personen wurde von einer unterbesetzten und schlecht ausgestatteten Abteilung des Flughafens begonnen. Auf die Hinzuziehung der städtischen Feuerwehr oder auf ein Hilfeersuchen an die sich in der Nähe befindliche Basis der US Air Force wurde verzichtet. Sieben Monate vor der Katastrophe hatte ein Inspektor festgestellt, dass die Flughafenfeuerwehr und die Notfallausrüstung ungenügend waren. Insbesondere bemängelte er die unzureichende Wasserkapazität und die fehlende Schaumlöschanlage. Die städtischen Beamten von Denver lobten trotzdem die Erfolge und Anstrengungen der Flughafenfeuerwehr.